# Roubaix
Roubaix (nizozemski: Robaais; čit. Rubê), stari je industrijski grad i središte istoimene komune u sjevernoj Francuskoj, u departmanu Nord u regiji Hauts-de-France, blizu belgijske granice.
Po broju stanovnika, 95 866 pri popisu 2013. godine, ovo je treći grad u regiji nakon Lillea i Amiensa. 
Bio je jedan od centara industrijske revolucije u sjevernoj Francuskoj zbog čega je dobio nadimak »Francuski Manchester« ili »Grad s tisuću dimnjaka«.
Tekstilni je sektor u Roubaixu u padu od sredine 20. stoljeća. Roubaix se suočio sa sličnim izazovima kao i ostatak postindustrijskog područja sjeverne Francuske, uključujući deindustrijalizaciju, socijalne nemire i ekonomsku krizu.
Godine 2000. grad je imenovan »gradom umjetnosti i povijesti«. Poznat je kao ciljno mjesto legendarne biciklističke utrke Pariz – Roubaix.

## Vanjske poveznice
- Službene stranice grada (fr.)